# Gradnița, Tver
Gradnița (rusă Градница) este un sat din apropierea orașului Bejețk din regiunea Tver din Rusia.
1. ↑  OKTMO. 179/2016., accesat în 26 octombrie 2016